# جيريمي لينكولن
جيريمي لينكولن (بالإنجليزية: Jeremy Lincoln)‏ هو لاعب كرة قدم أمريكية أمريكي، ولد في 7 أبريل 1969 في توليدو في الولايات المتحدة.

## وصلات خارجية
- جيريمي لينكولن على موقع مرجع كرة القدم المحترفة.كوم (الإنجليزية)